# Олуязское сельское поселение (Мамадышский район)
Олуязское сельское поселение — сельское поселение в Мамадышском районе Татарстана.

## История
Олуязский сельский совет в составе шести сел и деревень был образован в 1957—1960 годах. В него вошли с. Олуяз, которое составляло Олуязский сельский совет; с. Нижняя Кузгунча, д. Верхняя Кузгунча, д. Сарбаш Пустошь, которые составляли Нижне-Кузгунчинский сельский совет; а также с. Тулбай и д. Дусай из Тулбайского сельского совета (в Тулбайский сельский совет входила также д. Шемяк, которую передали в Тавельский с/с).
В 2005 году Олуязский сельский совет переименован в Олуязское сельское поселение.

## Административное деление
В состав поселения входят 6 населённых пунктов:
- с. Олуяз (административный центр)
- с. Нижняя Кузгунча
- с. Тулбай
- д. Верхняя Кузгунча
- д. Дусаево
- д. Сарбаш Пустошь

## Исследовательская работа
В настоящее время группа энтузиастов ведет серьёзную работу по исследованию истории деревень: Верхняя Кузгунча, Нижняя Кузгунча, Олуяз и Сарбаш Пустошь. В рамках этой работы создается шеджере (родословные) на всех жителей указанных деревень. Этой группой, члены которой проживают в различных городах России, собраны неизвестны для широкого круга читателей документы из различных архивов страны по истории этих и соседних с ними деревень.